# Córdoba Airport
Córdoba Airport är en flygplats i Spanien.   Den ligger i provinsen Province of Córdoba och regionen Andalusien, i den södra delen av landet, 300 km söder om huvudstaden Madrid. Córdoba Airport ligger 90 meter över havet.
Terrängen runt Córdoba Airport är platt åt sydost, men åt nordväst är den kuperad. Runt Córdoba Airport är det ganska tätbefolkat, med 134 invånare per kvadratkilometer. Närmaste större samhälle är Córdoba, 8,6 km nordost om Córdoba Airport. Trakten runt Córdoba Airport består till största delen av jordbruksmark.